# 科羅利夫卡 (波皮利尼亞區)
50°7′28″N 29°29′25″E / 50.12444°N 29.49028°E
科羅利夫卡（烏克蘭語：Королівка）是位於烏克蘭北部日托米爾州裏日托米爾區的村莊，始建於1890年，面積1.05平方公里，海拔高度192米，2001年人口110，人口密度每平方公里104.36人。